# Dinorben

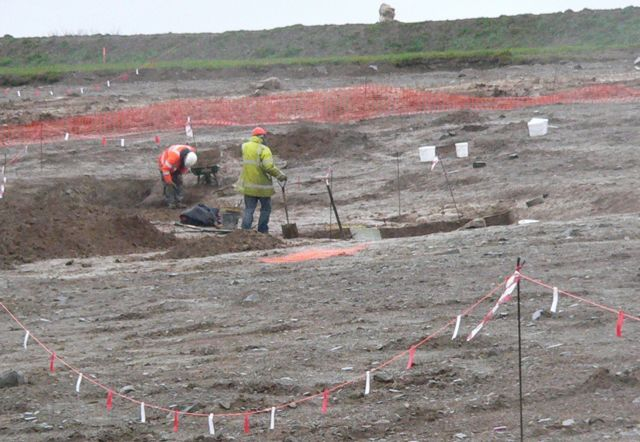
Dinorben Ausgrabung

Dinorben war ein Hillfort südöstlich von Abergele auf einem Kalksteinfelsen in Degeangli mit Blick auf das Clwyd-Tiefland im Conwy County Borough im Norden von Wales.
Dinorben wurde im 9. oder 8. Jahrhundert v. Chr. gegründet, wobei die Nutzung über die Römerzeit hinaus andauerte. Zwischen 1912 und 1922 wurden erste Ausgrabungen durchgeführt.
Da ein Steinbruch das Vorgebirge bedrohte, fanden zwischen 1956 und 1969 und zwischen 1977 und 1978 weitere Ausgrabungen  mit dem Ergebnis statt, dass das nun vollständig zerstörte Hillfort eines der bekanntesten und am besten veröffentlichten Hillforts in Wales ist.
Die Hügelkuppe bot etwas mehr als zwei Hektar nutzbare Fläche, wobei mindestens 60 Plattformen in ihre steil abfallenden Teile eingelassen waren. Wie bei anderen prähistorischen Hillforts wird angenommen, dass die Plattformen als Stellplätze für Gebäude gedient haben.